# Filipinas nos Jogos Olímpicos de Verão de 1924
Filipinas competiu nos Jogos Olímpicos de Verão de 1924, realizados em Paris, na França, entre 20 de abril e 27 de julho, com a participação de 2956 atletas, entre eles 136 mulheres, representando 44 países, um recorde até então, para felicidade e glória de Pierre de Coubertin, que via os Jogos voltarem à sua terra natal, após vinte anos, bastante revigorados, com a presença de 1000 jornalistas e a primeira transmissão radiofônica das provas.